# Падение гигантов
«Падение гигантов» (англ. Fall of Giants) — исторический роман валлийского писателя Кена Фоллетта. Это первый роман из трилогии «Век». В книге рассказывается о пяти связаных между собой семьях на протяжении XX века. Первая книга описывает значимые события, такие как Первая мировая война, Октябрьская революция 1917 года, движение суфражисток. Продолжение, «Зима мира» повествует о Второй мировой войне и была опубликована 18 сентября 2012 года. Третья книга «Край бесконечности» рассказывает о холодной войне и вышла в свет в 2014 году.

## Сюжет
Роман начинается с рассказа о 13-летнем мальчике, Билли Уильямсе, который собирается начать свой первый рабочий день в угольной шахте в вымышленном валлийском городке Aberowen в 1911 году.
Три года спустя начинается основное повествование. Эдвард «Фитц» Фитцгерберт, граф Фитцгерберт, который владеет загородным поместьем в Эбероуне и владеет землей, на которой построены угольные шахты, проводит вечеринку для могущественных людей со всего света. Среди его гостей:
- леди Мод Фитцгерберт, его сестра, гораздо более либеральная, чем её консервативный брат.
- Вальтер фон Ульрих, немецкий аристократ и бывший соученик Фитца. Он и Мод признаются друг в другу в чувствах, которые испытывали долгие годы.
- граф Роберт фон Ульрих, австрийский кузен Вальтера, гомосексуал.
- Гус Девар, высокообразованный американец, близкий советник президента Вудро Вильсона.
- Би Фитцгерберт, жена Фитца, русская княжна.
- король Георг V, король Британской Империи.
- Мария Текская, жена короля Георга V.

Главные герои, о которых рассказывается после описания приема, включают в себя: Григорий и Лев Пешковы, два русских сироты, которые работают на вагоностроительном заводе. У них есть личные счеты с княжной Би и другими членами царской семьи. Отец Льва и Григория был казнен по приказу семьи Би за якобы незаконный выпас скота на земле, которая принадлежала семье Би.
Главный сюжет романа вращается вокруг простых людей, которые пытаются, и в большинстве своем, преуспевают, в преодолении различных проблем, которые устраивает им общество и судьба (в основном в Британии и России), а особенно помещики.
В романе несколько ключевых тем. Фоллетт провел замечательную работу связав важнейшие исторические события в этом романе. Он описывает Первую мировую войну, гибель императорской России и роль Германии в развязывании кровавой войны, которая привела к экономическому коллапсу и становлению Гитлера.
Что касается российской истории, он показывает роль Ленина в восстании большевиков как заговор немецкой разведки в попытке поделить и побороть русское сопротивление на восточном фронте. Он не рассказывает подробно о становлении Сталина после смерти Ленина. Об этом больше говорится во второй книге (он делает это на 500-й странице второго тома, как будто он недооценивает роль Сталина в исторических событиях Европы и США).
На протяжении всего романа, некоторые главы автор посвящает движению за права женщин в Британии и роли лейбористской партии в продвижении вопросов, касающихся техники безопасности труда после трагедии на шахте в Уэльсе.
Автор показывает значительную разницу социальных статусов шахтеров и владельцев шахт, разницу в образе жизни, здоровье и образовании. С трагической точностью Фоллетт рассматривает несчастья и страдания солдат в окопах времени, в том числе, газовые атаки, зажигательные снаряды против артиллерии, пулеметы и проч. Война продолжается, тысячи людей убиты, а так называемые командиры продолжают думать, что это победоносные тренировки. Фоллетт обращает внимание на то, как промышленные интересы стран по обе стороны линии фронта выигрывают от войны, продолжая рассказывать, как стало расти производство и как тела погибших солдат доставляли в Англию.
Книга исследует предысторию Германии в то время, стоимость её бесконечных попыток «выиграть», которые приводят к поражению и что стало причиной, по которой никому не известный капрал Адольф Гитлер начал искать пути для осуществления личной мести за экономическую разруху Веймарской республики, к которой привело мирный договор..
Судьбы героев романа и членов их семей меняются к лучшему и к худшему как из-за их взаимоотношений друг с другом, так и из-за влияния на них последствий Первой мировой войны.

## Отзывы критиков
Книга получила преимущественно отзывы от смешанных до благоприятных, высоко оценивая исторические исследования, которые провел автор для её написания.